# Минарет Ислам-ходжа
Минаре́т Исла́м-ходжа́ (узб. Islomxo'ja minorasi) — минарет в Хиве, расположенный в центре цитадели Ичан-Кала, часть комплекса Ислам-ходжа, вместе с одноимённой медресе. Является самым высоким сооружением старой Хивы, и, по некоторым данным, с показателем 44,6 метров оказывается третьим по высоте минаретом в Средней Азии (на третьем месте минарет Калян в Бухаре — 46,5 метров), на первом — Минарет Кутлуг-Тимура  в Куня-Ургенче — более 60 метров. Однако согласно сведениям Л.Ю. Маньковской и В.А. Булатовой необычайная устремлённость минарета ввысь является оптическим эффектом, который связан с быстрым сокращением поперечника кверху и ритмической облицовкой башни, тогда как истинный вертикальный размер минарета составляет лишь 44,5 метра.

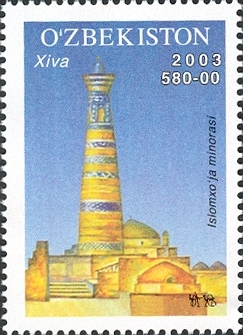
Почтовая марка Узбекистана

Строительство минарета и медресе Ислам-ходжа было начато в 1908 году, по инициативе свёкра и главного визиря правителя Хивинского ханства Асфандияр-хана — Ислам-ходжой. В строительстве минарета и медресе участвовали известный зодчий Худойберган Хаджи, а также искусные наккаши (создатели узоров) Эшмухаммад Худойбердиев и Болта Воисов. Строительство обоих объектов было завершено к 1910 году.
Диаметр у основания минарета — 9,5 метров. Внутри столба вьётся кирпичная винтовая лестница, ведущая на площадку ротонды — фонаря, опирающегося на выступающие ряды кладки, оформленной в виде пышного сталактитового карниза — шарафа. В своё время, минарет выполнял несколько функций. Он был одновременно наблюдательной башней, также имел религиозную функцию, в частности использовался для азана (призыв мусульман на намаз) в ближайшую мечеть. Также использовался для зазыва населения в ближайшую площадь для чтения указов правителей и других поводов.